# RoupAcústico 2
RoupAcústico 2 é o terceiro álbum ao vivo da banda carioca Roupa Nova, lançado em 2006 em CD e DVD pelo selo Roupa Nova Music, com a distribuição da Universal Music. Trata-se de uma continuação do álbum anterior, RoupAcústico, lançado em 2004. O álbum traz canções que ficaram de fora do álbum anterior em novas versões acústicas. Composto por 21 músicas, incluindo grandes sucessos, como De Volta pro Futuro, Vício, Bem Maior, Começo, Meio e Fim e Os Corações Não São Iguais, o repertório também traz três canções inéditas: Retratos Rasgados, É Cedo e A Metade da Maçã, esta última com arranjos de cordas criados pelo maestro Eduardo Souto Neto.
Participam como convidados especiais o cantor Pedro Mariano, filho de Elis Regina, em É Cedo; Toni Garrido, vocalista da banda de reggae Cidade Negra, em Sensual (diferente da versão original, de 1983, foi gravada na voz de Ricardo Feghali); Claudia Leitte, na época líder da banda Babado Novo, em Um Sonho a Dois (nesta canção, participou como músico convidado o baterista Alderico Neto, o "Bughello", baterista de Cláudia desde o Babado Novo); e a atriz e cantora Marjorie Estiano, em Flagra, cover de Rita Lee.
O álbum traz como remakes a canção Pensando Nela, clássico da Jovem Guarda, gravado anteriormente pelo grupo no projeto Um Barzinho, Um Violão - Jovem Guarda (que reunia vários outros artistas) e mais uma cover de Rita Lee: Lança Perfume, cantada por todos os integrantes a cappella, com depoimento de Rita sobre a versão e que antecede Flagra.

## Faixas
| N.º | Título                       | Compositor(es)                           | Vocal principal                             | Duração |  |
| 1.  | "Abertura"                   | Orquestra Villa-Lobos                    | Instrumental                                | 1:49    |  |
| 2.  | "Agora Sim"                  | Nando, Ricardo Feghali                   | Nando                                       | 4:14    |  |
| 3.  | "De Volta Pro Futuro"        | Kiko, Tavinho Paes                       | Paulinho                                    | 4:51    |  |
| 4.  | "É Cedo"                     | Diego Saldanha, Beto Filho               | Serginho (part. especial: Pedro Mariano)    | 4:28    |  |
| 5.  | "Felicidade"                 | Kiko, Orlando Morais                     | Paulinho                                    | 3:01    |  |
| 6.  | "Começo, Meio e Fim"         | Tavito, Ney Azambuja, Paulo Sérgio Valle | Serginho                                    | 4:54    |  |
| 7.  | "Vício"                      | Feghali, Nando                           | Paulinho                                    | 3:35    |  |
| 8.  | "Bem Maior (Longer)"         | Dan Fogelberg / Versão: Aldir Blanc      | Serginho                                    | 4:04    |  |
| 9.  | "Retratos Rasgados"          | Feghali, Nando, Kiko, Serginho           | Paulinho                                    | 2:48    |  |
| 10. | "Tímida"                     | Carlos Colla, Cleberson Horsth, Serginho | Serginho                                    | 4:05    |  |
| 11. | "Sensual"                    | Feghali, Horsth, Cláudio Rabello         | Feghali (part. especial: Toni Garrido)      | 3:38    |  |
| 12. | "Cristina"                   | Feghali, Serginho                        | Serginho                                    | 3:08    |  |
| 13. | "Pensando Nela (Bus Stop)"   | Graham Guldman / Versão: Rossini Pinto   | Paulinho                                    | 2:45    |  |
| 14. | "Um Sonho a Dois"            | Michael Sullivan, Paulo Massadas         | Serginho (part. especial: Cláudia Leitte)   | 5:09    |  |
| 15. | "A Metade da Maçã"           | Kiko, Feghali, Nando                     | Serginho e Paulinho                         | 3:26    |  |
| 16. | "Vôo Livre"                  | Luiz Guedes, Thomas Roth                 | Serginho e Paulinho                         | 3:53    |  |
| 17. | "Cartas"                     | Nando, Horsth                            | Serginho                                    | 4:24    |  |
| 18. | "Os Corações Não São Iguais" | Augusto César, Paulo Sérgio Valle        | Paulinho                                    | 4:02    |  |
| 19. | "Amor de Índio"              | Beto Guedes, Ronaldo Bastos              | Serginho                                    | 3:23    |  |
| 20. | "Lança Perfume"              | Rita Lee, Roberto de Carvalho            | Todos                                       | 2:10    |  |
| 21. | "Flagra"                     | Lee, Carvalho                            | Paulinho (part. especial: Marjorie Estiano) | 2:56    |  |
| 22. | "Chama"                      | Feghali, Nando                           | Paulinho                                    | 3:30    |  |

## Formação da banda
- Paulinho: voz e percussão
- Nando: baixolão, baixo acústico e voz
- Kiko: guitarra, violão, dobro e vocais
- Serginho Herval: bateria, mini-kit, djembê, violão e voz
- Ricardo Feghali: órgão Hammond, piano Fender, violão e voz
- Cleberson Horsth: piano acústico e vocais

### Músicos de apoio
- Mila Schiavo: Percussão
- Milton Guedes, Daniel Musy e Stanley Netto: Sax, Flauta e Harmônica
- Orquestra de Câmara de Tatuí: Sob a regência do Maestro Adriano Machado

## Participações especiais
- Pedro Mariano em É Cedo
- Toni Garrido em Sensual
- Cláudia Leitte em Um Sonho a Dois
- Alderico Neto "Buguello" (músico de Cláudia Leitte): bateria em Um Sonho a Dois
- Marjorie Estiano em Flagra

Todos os artistas foram gentilmente cedidos pelas gravadoras Sony BMG (Toni Garrido) e Universal Music (os demais).

## Desempenho nas paradas
| Paradas (2007)         | Melhor posição |
| ---------------------- | -------------- |
| Portugal Albums Top 30 | 17             |